# Buteo burmanicus
El busardo del Himalaya (Buteo burmanicus) es una especie de ave accipitriforme de la familia Accipitridae nativa del Himalaya y las montañas adyacentes al sur de China.

## Taxonomía
En el pasado era tratada como subespecie del busardo ratonero (Buteo buteo), pero recientemente ha sido reconocida como especie completa, en base a análisis genéticos. Inicialmente era llamada Buteo refectus, nombre binominal que aún utilizan algunos autores, pero recientemente se ha establecido que el nombre válido es Buteo burmanicus y la especie es reconocida con este nombre en la lista publicada por el Congreso Ornitológico Internacional.

## Distribución
Su área de distribución se extiende a lo largo de la cordillera del Himalaya, desde Cachemira, a través del norte de la India, Nepal, Bután y el sur de China hasta el oeste de Arunachal Pradesh.